# غايا مرباح
غايا مرباح (22 يوليو 1994 بتيزي وزو في الجزائر - ) هو لاعب كرة قدم جزائري في مركز حراسة المرمى يلعب مع نادي شبيبة القبائل .

## الإنجازات
شباب بلوزداد
- الدوري الجزائري (2): 2020، 2021[2]

### فردية
- لاعب الشهر في نادي الرجاء الرياضي: مارس 2022

## روابط خارجية
- غايا مرباح على موقع قاعدة بيانات كرة القدم.إي يو (الإنجليزية)
- غايا مرباح على موقع ناشيونال فوتبول تيمز (الإنجليزية)
- غايا مرباح على موقع Soccerway.com (الإنجليزية)